# 北川丞
北川 丞（きたがわ すすむ、1910年（明治43年）3月8日 - 1932年（昭和7年）2月22日）は、大日本帝国陸軍の軍人。最終階級は工兵伍長。長崎県北松浦郡佐々村（現・佐々町）出身。
いわゆる爆弾三勇士の一人。

## 生涯
佐々村大字市瀬江里免（現・佐々町江里免）230番地の農家、北川権作の次男として生まれる。北川家の先祖は平戸藩に仕えた武士で、権作は日清戦争、日露戦争に従軍するも自身が戦果を上げられなかったことを悔やみ、丞を立派な軍人にしようと考えていたが、丞が8歳の時に肺炎で亡くなってしまった。
1924年に佐々尋常高等小学校を卒業後、補習学校後期に入学するも1年で中退し兄とともに母を助け農業に従事、1926年には実業補習学校に進むが、この時もやむなく退学している。丞は次男だったため、将来を考えて林業の道を進むこととなり、18歳の時に相浦町で住み込みで働いていたが、20歳の時の壮丁検査で甲種合格を果たし、1931年に久留米工兵第18大隊に入営する。
1932年2月6日、一等兵として神通に乗船し第一次上海事変に出征。2月22日、上海の廟行鎮に張られた鉄条網を破壊しようと丞を先頭に江下武二、作江伊之助とともに破壊筒を抱え突進、爆死した。

## 平和之礎
故郷の佐々町にある三柱神社に「平和之礎」と台座に記された丞の銅像がある。戦前は別の銅像が立っていたが、金属類回収令により供出されてしまい、現存の銅像は東京都港区の青松寺にあった三勇士の銅像の丞の部分のみを切り離して移築したものである。また生家に隣接して「肉弾三勇士北川伍長記念館」がある。

## 参考資料
- 小笠原長生著『忠烈爆弾三勇士』実業之日本社、1932年4月12日発行
- 護国業書『爆弾三勇士』軍事教育刊行会、1932年4月10日発行
- 『平戸・田平・生月れきし発見』NPO法人長崎人権研究所、2013年3月1日発行